# Cristina Sánchez Pascual
Cristina Sánchez Pascual (Madrid, 21 de mayo de 1959) es una actriz española, reconocida principalmente por su papel protagónico en la película Entre tinieblas (1983), de Pedro Almodóvar. Interpretó papeles de reparto en otros filmes del cineasta manchego como Pepi, Luci, Bom y otras chicas del montón (1980) y Laberinto de pasiones (1982).

## Carrera
Sánchez Pascual inició su carrera en el cine español a finales de la década de 1970 con apariciones en filmes como De fresa, limón y menta, Paco, el seguro y Mis relaciones con Ana. Tuvo su primera colaboración con el cineasta Pedro Almodóvar en Pepi, Luci, Bom y otras chicas del montón (1980), interpretando el papel de la mujer barbuda.
Tras aparecer en filmes a comienzos de la década de 1980 como Cuentos eróticos, Kargus, Best Seller y Grog, colaboró nuevamente con Almodóvar en la película Laberinto de pasiones (1982) en un papel de reparto, y un año después protagonizó una nueva película del director manchego, titulada Entre tinieblas. En el filme interpretó el papel de Yolanda, una cantante que decide pasar un tiempo en un convento tras presenciar la repentina muerte de su novio por una sobredosis.
Tras actuar en la película de serie B Escarabajos asesinos (1984), su presencia en las pantallas disminuyó.

## Filmografía

### Cine
| Año  | Título                                    | Papel            | Notas                         |
| ---- | ----------------------------------------- | ---------------- | ----------------------------- |
| 1978 | De fresa, limón y menta                   |                  |                               |
| 1979 | Paco, el seguro                           |                  |                               |
| 1979 | Mis relaciones con Ana                    | Prostituta       |                               |
| 1980 | Cuentos eróticos                          |                  | Segmento «El pequeño planeta» |
| 1980 | Pepi, Luci, Bom y otras chicas del montón | Mujer barbuda    |                               |
| 1981 | Kargus                                    |                  |                               |
| 1982 | Grog                                      | Lola             |                               |
| 1982 | Laberinto de pasiones                     | Novia de Eusebio |                               |
| 1982 | Best Seller                               | Estrella         |                               |
| 1983 | Entre tinieblas                           | Yolanda          |                               |
| 1984 | Escarabajos asesinos                      | Elena            |                               |